# Haitianisch-ukrainische Beziehungen
Die haitianisch-ukrainischen Beziehungen beschreiben das bilaterale Verhältnis zwischen der Republik Haiti einerseits und der Ukraine andererseits.

## Geschichte und Stand
Die im Jahr 1804 von Frankreich unabhängig gewordene Republik Haiti und die Ukraine, 1917 sowie 1991 nach dem Zerfall der Sowjetunion unabhängig geworden, unterhalten seit 2010 diplomatische Beziehungen.
Die entsprechende gemeinsame Erklärung wurde am 23. September 2010 von den Außenministern Marie Michèle Rey und Kostyantyn Gryshchenko am Rande der Generalversammlung der Vereinten Nationen in New York unterzeichnet.
Es wurden keine diplomatischen oder konsularischen Vertretungen im jeweils anderen Land eingerichtet. Die Botschaft der Ukraine in Havanna/Kuba hat die konsularische Zuständigkeit für Haiti und der Botschafter der Ukraine in Paris ist in Haiti nebenakkreditiert.
Haitianische Staatsbürger unterliegen der Visumspflicht für Reisen in die Ukraine.
Haiti ist Mitglied der Organisation Amerikanischer Staaten (OAS), bei der die Ukraine einen Beobachterstatus innehat.
Nach dem Erdbeben in Haiti 2010 trug die Ukraine rund 85.000 Euro für Hilfsmaßnahmen bei.
Haiti gehörte zu den 100 Staaten, die 2014 die Resolution 68/262 der UN-Generalversammlung „Territoriale Integrität der Ukraine“ unterstützten.
Auch seit dem Beginn des russischen Überfalls auf die Ukraine seit 2022 hat Haiti fast alle wichtigen Resolutionen der 11. außerordentlichen Sitzung der UN-Generalversammlung unterstützt. Rund zehn haitianische Stipendiaten befanden sich zu Beginn des Überfalls zum Studium in der Ukraine. Sie wurden unverzüglich nach Polen und in die Slowakei evakuiert. In einer Erklärung vom 24. Februar 2022 forderte die Regierung Haitis, die territoriale Integrität der Ukraine zu respektieren und brachte ihre Besorgnis über die Auswirkungen eines Krieges auf den Welthandel zum Ausdruck.
Der Handel zwischen der Ukraine und Haiti belief sich im Jahr 2022 auf insgesamt 5,43 Millionen US-Dollar, wovon 5,41 Millionen US-Dollar auf ukrainische Exporte entfielen. Die wichtigsten Exporte der Ukraine nach Haiti waren Lebensmittel im Wert von 2,51 Mio. US-Dollar und Eisenmetalle im Wert von 2,9 Mio. US-Dollar.